# On the Level
On the Level — восьмой студийный альбом британской группы Status Quo, выпущенный в 1975 году. Записан Фрэнсисом Росси, Ричардом Парфиттом, Аланом Ланкастером и Джоном Когланом. На обложке альбома запечатлены участники группы, находящиеся в комнате Эймса. Также на оригинальной версии обложки были помещены различные фотографии музыкантов.
В ноябре 1974 года группа выпустила единственный сингл из этого альбома, написанный с авторстве Росси/Янга «Down Down». Он стал одним из известных хитов коллектива, возглавив национальный хит-парад 7 декабря 1974 года. Би-сайдом стала песня, написанная в авторстве Парфитта/Янга, — альбомный трек «Nightride».
Когда в феврале 1975 года альбом был выпущен, группа находилась на пике своей карьеры, и, следовательно, продажи альбома окупились. Диск сумел достичь первого места в чартах. Все песни были написаны группой в соавторстве Боба Янга, за исключением «Bye Bye Johnny», являющейся кавер-версией песни Чака Берри.

## Список композиций
| №  | Название           | Автор(ы)               | Длительность |
| -- | ------------------ | ---------------------- | ------------ |
| 1. | «Little Lady»      | Рик Парфитт            | 3:05         |
| 2. | «Most of the Time» | Фрэнсис Росси, Боб Янг | 3:21         |
| 3. | «I Saw the Light»  | Фрэнсис Росси, Боб Янг | 3:55         |
| 4. | «Over and Done»    | Алан Ланкастер         | 3:55         |
| 5. | «Nightride»        | Рик Парфитт, Боб Янг   | 3:52         |

| №  | Название         | Автор(ы)               | Длительность |
| -- | ---------------- | ---------------------- | ------------ |
| 1. | «Down Down»      | Фрэнсис Росси, Боб Янг | 5:24         |
| 2. | «Broken Man»     | Алан Ланкастер         | 4:13         |
| 3. | «What to Do»     | Фрэнсис Росси, Боб Янг | 3:15         |
| 4. | «Where I Am»     | Рик Парфитт            | 3:10         |
| 5. | «Bye Bye Johnny» | Чак Берри              | 4:35         |

| №  | Название                                 | Автор(ы)                                                         | Длительность |
| -- | ---------------------------------------- | ---------------------------------------------------------------- | ------------ |
| 1. | «Down Down» (сингловая версия)           | Фрэнсис Росси, Боб Янг                                           | 3:50         |
| 2. | «Roll Over Lay Down» (концертная запись) | Фрэнсис Росси, Рик Парфитт, Алан Ланкастер, Джон Коглан, Боб Янг | 5:41         |
| 3. | «Gerdundula» (концертная запись)         | Джон Манстон, Колин Джеймс                                       | 2:35         |
| 4. | «Junior’s Wailing» (концертная запись)   | Киран Уайт , Партин Пью                                          | 3:57         |
| 5. | «Roadhouse Blues» (концертная запись)    | Джим Моррисон, Джон Денсмор, Робби Кригер, Рэй Манзарек          | 12:24        |

## Участники записи
- Фрэнсис Росси — гитара, вокал
- Рик Парфитт — гитара, клавишные, вокал
- Алан Ланкастер — бас, гитара, вокал
- Джон Коглан — ударные

## Позиция в хит-парадах и коммерческие показатели
| Год  | Хит-парад                                  | Высшая позиция | Пребывание в чарте |
| ---- | ------------------------------------------ | -------------- | ------------------ |
| 1975 | Австралия (Kent Music Report)              | 2              | нет данных         |
| 1975 | Великобритания (UK Albums Chart)           | 1              | 27 недель          |
| 1975 | Нидерланды (Nationale Hitparade LP Top 20) | 1              | 10 недель          |
| 1975 | Норвегия (VG-lista)                        | 4              | 18 недель          |
| 1975 | Финляндия (Suomen virallinen lista)        | 3              | 23 недели          |
| 1975 | Франция (SNEP)                             | 1              | 74 недели          |
| 1975 | ФРГ (Offizielle Top 100)                   | 11             | 7 недель           |
|      |                                            |                |                    |
| 2016 | Великобритания (Physical Albums Chart)     | 99             | 1 неделя           |
| 2016 | Великобритания (Rock & Metal Albums Chart) | 10             | 1 неделя           |

| Хит-парад (1975)                           | Позиция |
| ------------------------------------------ | ------- |
| Австралия (Kent Music Report)              | 3       |
| Великобритания (Gallup Poll)               | 28      |
| Нидерланды (Nationale Hitparade LP Top 50) | 12      |
| ФРГ (Offizielle Top 100)                   | 37      |

| Регион | Сертификация  | Продажи  |
| --- | ------------- | -------- |
| Австралия (ARIA) | 3× Платиновый | 150 000^ |
| Великобритания (BPI) | Золотой       | 100 000^ |
| Нидерланды (NVPI) | Золотой       | 25 000   |
| Франция (SNEP) | Золотой       | 100 000* |
| Швейцария (IFPI Switzerland)                                                                                             | Золотой       | 25 000^  |
| Швеция (GLF) | Золотой       | 25 000   |
| * Данные о продажах приведены только на основе сертификации. ^ Данные о тиражах приведены только на основе сертификации. |               |          |